# Remigiusz Górniak
Remigiusz Lesław Górniak - (ur. 21 lipca 1982 w Warszawie) - Starosta powiatu Mińskiego, były Wiceburmistrz Sulejówka, Wiceprezes Związków Samorządów Polskich, polski samorządowiec